# Presler

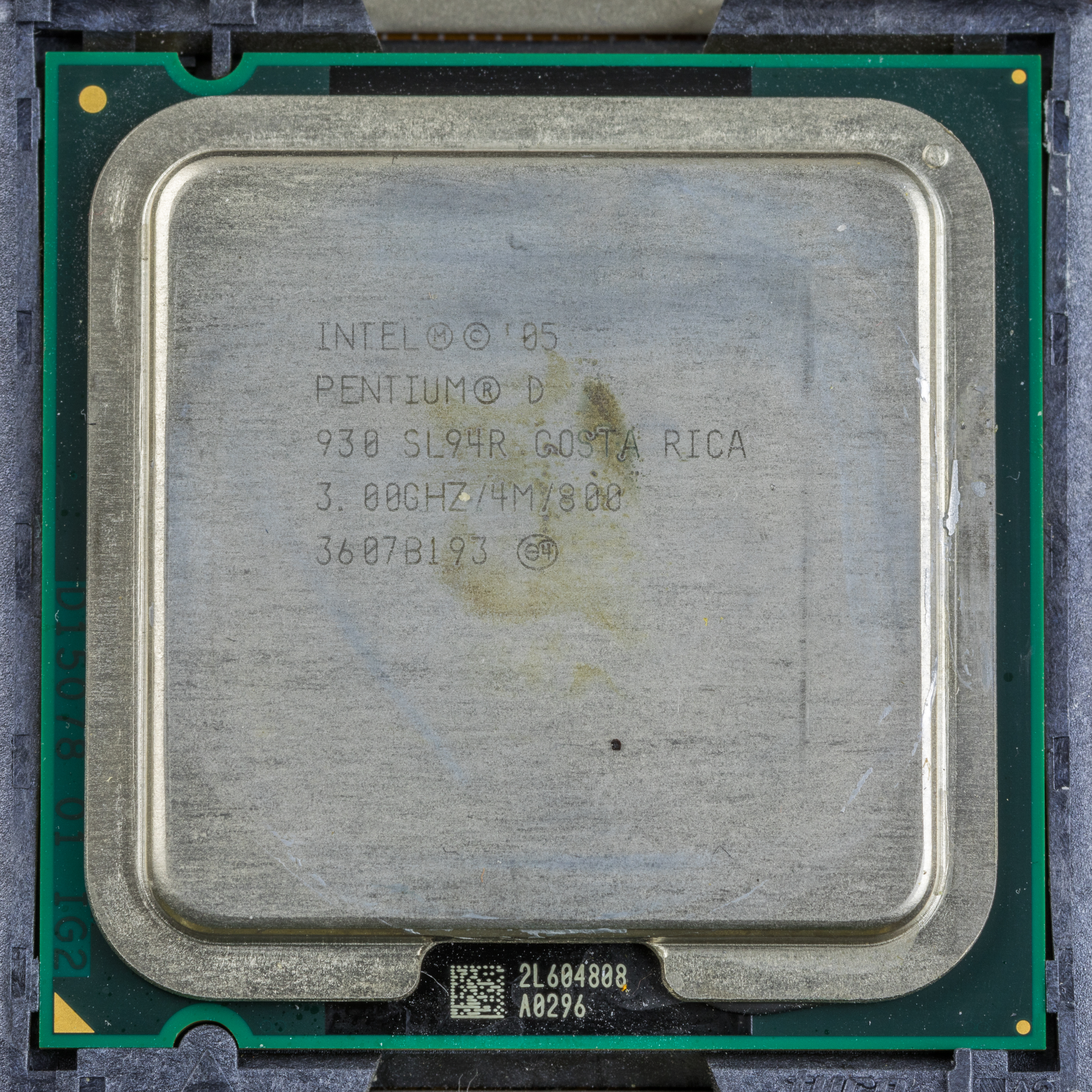
Intel D 930

Presler è il nome in codice dell'evoluzione del processore dual core Pentium D ed è quindi destinato a prendere il posto di Smithfield. Presentato il 5 gennaio 2006, va a costituire due nuove piattaforme: Averill, dedicata ai sistemi desktop in ambito office, e Bridge Creek pensata per quelli in ambito home. Tali piattaforme, oltre che da Presler, sono caratterizzate dall'adozione del chipset i975 precedentemente conosciuto con il nome in codice di Broadwater.

## Caratteristiche tecniche

### Processo produttivo
Presler è costruito con processo produttivo a 65 nm, contro quello a 90 nm di Smithfield, e incorpora una Cache L2 di ben 2 MB per ogni core (per un totale quindi di ben 4 MB); ciononostante, la superficie del die di Presler (280 mm²) è sensibilmente inferiore a quella di Smithfield.
Oltre al nuovo processo produttivo però, esiste anche un'altra importante caratteristica che differenzia Presler dal proprio predecessore Smithfield: la nuova CPU è costituita da 2 die distinti (sono fondamentalmente due die del processore single core Cedar Mill) e questo consente ad Intel di migliorare notevolmente la resa produttiva, potendo unire due die sullo stesso package anche se costruiti in momenti diversi, secondo un approccio a Die Doppio. Con l'approccio utilizzato per Smithfield (Die Singolo) infatti, i due core dovevano essere prodotti insieme affiancati sullo stesso wafer, con la logica conseguenza che se anche uno solo dei due avesse presentato qualche problema, tutto il "blocco" sarebbe stato da scartare, ed eventualmente da rimarchiare come processore single core (Pentium 4 Prescott o addirittura Celeron D), disattivando il secondo core difettoso. Con il nuovo sistema, invece, i due core possono essere scelti in modo "sparso" sul wafer, collegando insieme solo quelli che effettivamente presentano tutte le caratteristiche necessarie al corretto funzionamento di un Pentium D. I 2 core quindi sono affiancati ma indipendenti e comunicanti tra loro mediante l'FSB del processore che di conseguenza è condiviso insieme alle altre periferiche del sistema.

#### Sfruttamento della cache L2
Nei processori dual core e multi core si pone il problema di come sfruttare la grande dotazione di cache L2 e come gestirne l'accesso da parte dei vari core. I diversi approcci di costruzione cui si è accennato poco sopra, comportano pro e contro relativamente ai metodi di fruizione di questa preziosa memoria aggiuntiva. Buona parte di questi aspetti è evidenziata nella voce Dual core (gestione della cache), in cui si fa riferimento anche ad altri processori che sfruttano i differenti approcci.

### Tecnologie implementate
Oltre alle ormai scontate MMX, SSE, SSE2 ed SSE3, in tutte le versioni di Presler sono incorporate anche le seguenti tecnologie Intel: EM64T, XD-bit e la nuova Vanderpool. La tecnologia SpeedStep invece è implementata solo nelle versioni "lisce" e non in quella Extreme Edition, illustrata sotto, mentre quella Hyper-Threading solo nella Extreme Edition, in modo del tutto analogo a quanto accade anche con i Pentium D Smithfield.
In realtà quanto detto non è propriamente vero: al momento del lancio, a causa di alcuni problemi nella produzione, la tecnologia SpeedStep non era stata attivata, e così anche altre tecnologie che servono a diminuire la dissipazione termica, quali Enhanced Halt State e Thermal Monitoring 2. L'Enhanced Halt State ferma le operazioni del processore per ridurre i livelli di temperatura, il Thermal Monitoring 2 gestisce una riduzione dinamica della velocità e lo SpeedStep può ridurre la frequenza ogni volta che il sistema si trova in stato di attesa fino a 2,8 GHz, grazie al supporto del BIOS e del sistema operativo.
Il 7 aprile 2006 è stato annunciato che, grazie al passaggio dallo stepping B-1 a quello C-1, finalmente le tecnologie mancanti sono state attivate all'interno di tutti i modelli in commercio.

## Il nuovo Pentium Extreme Edition 955
Come detto poco sopra, la nuova versione Extreme Edition basata su questo nuovo core, la 955, presentata il 27 dicembre 2005, è l'unica variante di Presler a integrare il supporto alla tecnologia Hyper-Threading, come del resto accade già con il modello Pentium Extreme Edition 840 (basato su Smithfield). Altre novità della nuova CPU Pentium Extreme Edition 955 sono il clock, che passa da 3,2 GHz a 3,46 GHz, e il supporto al bus a 1066 MHz così come avveniva nelle vecchie CPU Extreme Edition basate sul Pentium 4 Prescott, ma che in quelle basate su Smithfield non ha potuto essere inserito (rimanendo a 800 MHz) a causa dell'enorme dissipazione termica che tale frequenza, accompagnata al processo produttivo a 90 nm e alla presenza del doppio core, comportava.
L'adozione del nuovo BUS non offre per ora il modo di implementare la tecnologia SpeedStep che si basa sulla riduzione del moltiplicatore a 14x, abbassando la velocità fino a 2.8 GHz. Le generazioni future di SpeedStep offriranno gli aggiornamenti necessari per funzionare anche con i nuovi processori.

## Chipset supportati
Sebbene all'inizio dell'articolo si sia menzionato il chipset i975X, esso non è il solo chipset compatibile con Presler. Anche le piattaforme per Smithfield supportano la nuova CPU a condizione che siano basate sull'i945 o l'i955X. Chi invece possiede una piattaforma i915 o i925 sarà costretto a cambiare motherboard, dato che la sequenza di inizializzazione dei processori dual core è differente. Tuttavia, per supportare il nuovo chip sarà necessario un aggiornamento BIOS, soprattutto per quanto riguarda l'abilitazione della tecnologia di virtualizzazione (Vanderpool).
Il nuovo i975X, strettamente necessario solo se viene acquistata la versione Extreme Edition di Presler, è comunque retrocompatibile in modo che un utente possa acquistare una nuova motherboard accompagnandola ad un processore dal costo più contenuto basato anche sull'attuale Smithfield e poi sostituire la sola CPU passando al nuovo core.

## Prezzi al lancio
I primi esemplari hanno processor number variabile da 920 a 950 e sono i seguenti:
- Pentium D 950 - clock di 3,4 GHz - 637 $
- Pentium D 940 - clock di 3,2 GHz - 423 $
- Pentium D 930 - clock di 3,0 GHz - 316 $
- Pentium D 920 - clock di 2,8 GHz - 241 $

Il 22 marzo 2006 è stato presentato il nuovo:
- Pentium Extreme Edition 965 - clock di 3,73 GHz e BUS a 1066 MHz

Mentre il 2 maggio 2006, l'ultimo Pentium D "liscio":
- Pentium D 960 - clock di 3,6 GHz - 523 $

Di conseguenza i prezzi degli altri modelli sono scesi rispettivamente a 316 $, 241 $, 209 $ e 209 $ a partire dal 5 maggio 2006. Altri tagli sono previsti nel momento in cui è stato in commercio il successore di Presler, Conroe verso la fine del 2006. Il 930 è stato quindi sospeso.
A metà aprile 2006 inoltre sono stati annunciate 2 possibili versioni per il terzo trimestre e 1 per l'inizio 2007, come probabile sostituzione del Pentium D 805, basato su Smithfield, arrivato sul mercato, all'inizio del 2006:
- Pentium D 935 - clock di 3,2 GHz, NO Vanderpool
- Pentium D 925 - clock di 3,0 GHz, NO Vanderpool
- Pentium D 915 - clock di 2,8 GHz, NO Vanderpool, NO SpeedStep

Il cui scopo dovrebbe essere quello di allargare ulteriormente il bacino di utenza dei processori dual core. Come si vede, a parte la tecnologia di virtualizzazione, questi modelli sono identici ai già esistenti 940, 930 e 920.

## Modelli
La tabella seguente mostra i modelli di Pentium D, basati su core Presler, arrivati sul mercato. Molti di questi condividono caratteristiche comuni pur essendo basati su diversi core; per questo motivo, allo scopo di rendere maggiormente evidente tali affinità e "alleggerire" la visualizzazione alcune colonne mostrano un valore comune a più righe. Di seguito anche una legenda dei termini (alcuni abbreviati) usati per l'intestazione delle colonne:
- Nome Commerciale: si intende il nome con cui è stato immesso in commercio quel particolare esemplare.
- Data: si intende la data di immissione sul mercato di quel particolare esemplare.
- NºCore: si intende il numero di core montati sul package: 1 se "single core" o 2 se "dual core".
- Socket: lo zoccolo della scheda madre in cui viene inserito il processore. In questo caso il numero rappresenta oltre al nome anche il numero dei pin di contatto.
- Clock: la frequenza di funzionamento del processore.
- Molt.: sta per "Moltiplicatore" ovvero il fattore di moltiplicazione per il quale bisogna moltiplicare la frequenza di bus per ottenere la frequenza del processore.
- Pr.Prod.: sta per "Processo produttivo" e indica tipicamente la dimensione dei gate dei transistor (180 nm, 130 nm, 90 nm) e il numero di transistor integrati nel processore espresso in milioni.
- Voltag.: sta per "Voltaggio" e indica la tensione di alimentazione del processore.
- Watt: si intende il consumo massimo di quel particolare esemplare.
- Bus: frequenza del bus di sistema.
- Cache: dimensione delle cache di 1º e 2º livello.
- XD: sta per "XD-bit" e indica l'implementazione della tecnologia di sicurezza che evita l'esecuzione di codice malevolo sul computer.
- 64: sta per "EM64T" e indica l'implementazione della tecnologia a 64 bit di Intel.
- HT: sta per "Hyper-Threading" e indica l'implementazione della esclusiva tecnologia Intel che consente al sistema operativo di vedere 2 core logici.
- ST: sta per "SpeedStep Technology" ovvero la tecnologia di risparmio energetico sviluppata da Intel e inserita negli ultimi Pentium 4 Prescott serie 6xx per contenere il consumo massimo.
- VT: sta per "Vanderpool Technology", la tecnologia di virtualizzazione che rende possibile l'esecuzione simultanea di più sistemi operativi differenti contemporaneamente.

| Nome Commerciale | Data        | Socket | NºCore | Clock    | Molt. | Pr.Prod.       | Voltag. | Watt       | Bus      | Cache              | XD | 64 | HT | ST  | VT |
| ---------------- | ----------- | ------ | ------ | -------- | ----- | -------------- | ------- | ---------- | -------- | ------------------ | -- | -- | -- | --- | -- |
| Pentium EE 955   | 27/dic/2005 | 775    | 2      | 3,46 GHz | 13x   | 65 nm 376 mil. | 1,27 V  | 130 W      | 1066 MHz | L1=2x16KB L2=2x2MB | Sì | Sì | Sì | No  | Sì |
| Pentium D 920    | 5/gen/2006  | 775    | 2      | 2,8 GHz  | 14x   | 65 nm 376 mil. | 1,27 V  | 95 W       | 800 Mhz  | L1=2x16KB L2=2x2MB | Sì | Sì | No | Sì* | Sì |
| Pentium D 930    | 5/gen/2006  | 775    | 2      | 3,0 GHz  | 15x   | 65 nm 376 mil. | 1,27 V  | 95 W       | 800 Mhz  | L1=2x16KB L2=2x2MB | Sì | Sì | No | Sì* | Sì |
| Pentium D 940    | 5/gen/2006  | 775    | 2      | 3,2 GHz  | 16x   | 65 nm 376 mil. | 1,27 V  | 95 W 130 W | 800 Mhz  | L1=2x16KB L2=2x2MB | Sì | Sì | No | Sì* | Sì |
| Pentium D 950    | 5/gen/2006  | 775    | 2      | 3,4 GHz  | 17x   | 65 nm 376 mil. | 1,27 V  | 95 W 130 W | 800 Mhz  | L1=2x16KB L2=2x2MB | Sì | Sì | No | Sì* | Sì |
| Pentium EE 965   | 22/mar/2006 | 775    | 2      | 3,73 GHz | 14x   | 65 nm 376 mil. | 1,27 V  | 130 W      | 1066 MHz | L1=2x16KB L2=2x2MB | Sì | Sì | Sì | No  | Sì |
| Pentium D 960    | 2/mag/2006  | 775    | 2      | 3,6 GHz  | 18x   | 65 nm 376 mil. | 1,27 V  | 95 W 130 W | 800 MHz  | L1=2x16KB L2=2x2MB | Sì | Sì | No | Sì  | Sì |

* Per i motivi sopra citati, le prime versioni di tali processori avevano in realtà la tecnologia SpeedStep disabilitata, dal 7 aprile 2006 sono arrivate le versioni complete qui illustrate.
Nota: la tabella soprastante è un estratto di quella completa contenuta nella pagina del Pentium D.

## Termine della produzione di Presler
Intel ha annunciato di voler sospendere entro ottobre 2007 la produzione dei seguenti modelli basati su Presler: Pentium D 945, 935, 925 e 915.
Questa mossa segna l'inizio della fine per l'ultima generazione di processori Intel ancora basati su architetture precedenti all'attuale Intel Core Microarchitecture e inoltre il progressivo abbandono delle soluzioni a 65 nm faciliterà il passaggio alle soluzioni a 45 nm.

## Il successore
Presler è stato l'ultimo processore dual core ad essere ancora basato sulla vecchia architettura NetBurst e commercializzato con il marchio di Pentium D. A luglio 2006 è stato seguito dal primo esponente per il settore desktop della nuova architettura Intel Core Microarchitecture, ovvero il Core 2 Duo Conroe costruito sempre a 65 nm. Come Presler, anche Conroe è alla base delle piattaforme Averill e Bridge Creek.